# Alexandra Hüsgen
Alexandra Hüsgen (* 30. Dezember 1989 in Berlin) ist eine deutsche Filmschauspielerin.
Alexandra Hüsgen wurde ab 2007 am Special Coaching Actors Studio in Berlin ausgebildet und war von 2009 bis 2011 als Filmschauspielerin tätig. Sie spielte meist kleinere Nebenrollen. In der Serie Das Haus Anubis spielte sie 2011 Aylin Sahin.

## Filmografie
- 2009: Im Spessart sind die Geister los (Fernsehfilm)
- 2009: Lena Wolf – Journalistin mit Herz und Verstand
- 2010: Van (Kurzfilm)
- 2010: Großstadtrevier (Fernsehserie)
- 2011: Das Haus Anubis (Fernsehserie, 6 Folgen)